# Coppa di Lega 2024 (pallavolo, Germania)
La Coppa di Lega 2024, 4ª edizione della Coppa di Lega maschile di pallavolo, si è svolta dal 13 al 15 settembre 2024: al torneo hanno partecipato dodici squadre di club tedesche e la vittoria finale è andata per la terza volta consecutiva allo Charlottenburg.

## Formula
La formula ha previsto:
- Fase finale per il primo posto giocata con ottavi di finale, quarti di finale, finale per il terzo posto e finale; le sconfitte agli ottavi di finale hanno acceduto alla fase finale per il nono posto, mentre le sconfitte ai quarti di finale hanno acceduto alla fase finale per il quinto posto.
- Fase finale per il quinto posto giocata con semifinali, finale per il settimo posto e finale per il quinto posto.
- Fase finale per il nono posto giocata con semifinali, finale per l'undicesimo posto e finale per il nono posto.

## Squadre partecipanti
| - Bitterfeld-Wolfen - Charlottenburg - Dachau - Dürener - Friedrichshafen - Freiburger | - Giesen - Herrsching - Karlsruhe - Lüneburg - Netzhoppers - Unterhaching |

## Torneo

### Finale 1º e 3º posto
|  | Ottavi di finale  | Ottavi di finale |  |  | Quarti di finale | Quarti di finale |                 |   | Semifinali      | Semifinali |                |   | Finale          | Finale          |  |
|  |                   |                  |  |  |                  |                  |                 |   |                 |            |                |   |                 |                 |  |
|  |                   |                  |  |  | Giesen           | 3                |                 |   |                 |            |                |   |                 |                 |  |
|  | Bitterfeld-Wolfen | 1                |  |  | Freiburger       | 1                |                 |   |                 |            |                |   |                 |                 |  |
|  | Freiburger        | 2                |  |  |                  |                  |                 |   | Giesen          | 2          |                |   |                 |                 |  |
|  |                   |                  |  |  |                  |                  | Friedrichshafen | 3 |                 |            |                |   |                 |                 |  |
|  |                   |                  |  |  | Friedrichshafen  | 3                |                 |   |                 |            |                |   |                 |                 |  |
|  | Dürener           | 2                |  |  | Dürener          | 0                |                 |   |                 |            |                |   |                 |                 |  |
|  | Unterhaching      | 0                |  |  |                  |                  |                 |   | Friedrichshafen | 1          |                |   |                 |                 |  |
|  |                   |                  |  |  |                  |                  |                 |   |                 |            | Charlottenburg | 3 |                 |                 |  |
|  |                   |                  |  |  | Charlottenburg   | 3                |                 |   |                 |            |                |   |                 |                 |  |
|  | Karlsruhe         | 2                |  |  | Karlsruhe        | 0                |                 |   |                 |            |                |   |                 |                 |  |
|  | Dachau            | 0                |  |  |                  |                  |                 |   | Charlottenburg  | 3          |                |   | Finale 3º posto | Finale 3º posto |  |
|  |                   |                  |  |  |                  |                  | Lüneburg        | 0 |                 |            |                |   |                 |                 |  |
|  |                   |                  |  |  | Lüneburg         | 3                |                 |   |                 |            |                |   | Giesen          | 3               |  |
|  | Herrsching        | 2                |  |  | Herrsching       | 0                |                 |   | Lüneburg        | 2          |                |   |                 |                 |  |
|  | Netzhoppers       | 0                |  |  |                  |                  |                 |   |                 |            |                |   |                 |                 |  |

#### Ottavi di finale
| 13 settembre 2024 Sport- und Mehrzweckhalle, Giesen Durata: 0h:52 - Spettatori: 100 | Karlsruhe         | 2 - 0 | Dachau       | 25-23, 25-19        |
| 13 settembre 2024 Volksbank-Arena, Hildesheim Durata: 1h:01 - Spettatori: 438       | Herrsching        | 2 - 0 | Netzhoppers  | 25-22, 30-28        |
| 13 settembre 2024 Sport- und Mehrzweckhalle, Giesen Durata: 1h:11 - Spettatori: 50  | Bitterfeld-Wolfen | 1 - 2 | Freiburger   | 25-19, 13-25, 12-15 |
| 13 settembre 2024 Volksbank-Arena, Hildesheim Durata: 0h:48 - Spettatori: 389       | Dürener           | 2 - 0 | Unterhaching | 25-15, 25-16        |

#### Quarti di finale
| 13 settembre 2024 Volksbank-Arena, Hildesheim Durata: 1h:08 - Spettatori: 425      | Charlottenburg  | 3 - 0 | Karlsruhe  | 25-8, 25-11, 25-18         |
| 13 settembre 2024 Sport- und Mehrzweckhalle, Giesen Durata: 1h:21 - Spettatori: 90 | Lüneburg        | 3 - 0 | Herrsching | 25-16, 25-23, 25-21        |
| 13 settembre 2024 Volksbank-Arena, Hildesheim Durata: 2h:13 - Spettatori: 1 231    | Giesen          | 3 - 1 | Freiburger | 25-19, 25-20, 24-26, 25-22 |
| 13 settembre 2024 Sport- und Mehrzweckhalle, Giesen Durata: 1h:20 - Spettatori: 50 | Friedrichshafen | 3 - 0 | Dürener    | 25-14, 25-20, 25-22        |

#### Semifinali
| 14 settembre 2024 Volksbank-Arena, Hildesheim Durata: 1h:21 - Spettatori: 1 541 | Charlottenburg | 3 - 0 | Lüneburg        | 25-22, 25-10, 25-19              |
| 14 settembre 2024 Volksbank-Arena, Hildesheim Durata: 2h:15 - Spettatori: 1 355 | Giesen         | 2 - 3 | Friedrichshafen | 25-21, 29-27, 14-25, 14-25, 9-15 |

#### Finale 3º posto
| 15 settembre 2024 Volksbank-Arena, Hildesheim Durata: 2h:19 - Spettatori: 1 935 | Giesen | 3 - 2 | Lüneburg | 23-25, 25-21, 25-20, 22-25, 15-11 |

#### Finale
| 15 settembre 2024 Volksbank-Arena, Hildesheim Durata: 2h:36 - Spettatori: 1 402 | Friedrichshafen | 1 - 3 | Charlottenburg | 31-33, 25-16, 17-25, 17-25 |

### Finale 5º e 7º posto
|  | Semifinali | Semifinali |            |         | Finale 5º posto | Finale 5º posto |  |
|  |            |            |            |         |                 |                 |  |
|  | Freiburger | 0          |            |         |                 |                 |  |
|  | Freiburger | 0          |            |         |                 |                 |  |
|  | Dürener    | 3          |            |         |                 |                 |  |
|  | Dürener    | 3          |            | Dürener | 3               |                 |  |
|  |            |            |            | Dürener | 3               |                 |  |
|  |            |            | Herrsching | 1       |                 |                 |  |
|  | Karlsruhe  | 2          | Herrsching | 1       |                 |                 |  |
|  | Karlsruhe  | 2          |            |         |                 |                 |  |
|  | Herrsching | 3          |            |         | Finale 7º posto | Finale 7º posto |  |
|  | Herrsching | 3          |            |         |                 |                 |  |
|  |            |            |            |         |                 |                 |  |
|  |            |            |            |         | Freiburger      | 0               |  |
|  |            |            |            |         | Freiburger      | 0               |  |
|  |            |            |            |         | Karlsruhe       | 2               |  |

#### Semifinali
| 14 settembre 2024 Sport- und Mehrzweckhalle, Giesen Durata: 2h:19 - Spettatori: 20 | Karlsruhe  | 2 - 3 | Herrsching | 15-25, 25-23, 17-25, 25-18, 12-15 |
| 14 settembre 2024 Volksbank-Arena, Hildesheim Durata: 1h:32 - Spettatori: 863      | Freiburger | 0 - 3 | Dürener    | 19-25, 21-25, 20-25               |

#### Finale 7º posto
| 15 settembre 2024 Sport- und Mehrzweckhalle, Giesen Durata: 1h:27 - Spettatori: 20 | Freiburger | 0 - 2 | Karlsruhe | 23-25, 21-25 |

#### Finale 5º posto
| 15 settembre 2024 Volksbank-Arena, Hildesheim Durata: 1h:58 - Spettatori: 657 | Dürener | 3 - 1 | Herrsching | 25-27, 25-16, 25-16, 26-24 |

### Finale 9º e 11º posto
|  | Semifinali        | Semifinali |             |                   | Finale 9º posto  | Finale 9º posto  |  |
|  |                   |            |             |                   |                  |                  |  |
|  | Unterhaching      | 0          |             |                   |                  |                  |  |
|  | Unterhaching      | 0          |             |                   |                  |                  |  |
|  | Bitterfeld-Wolfen | 3          |             |                   |                  |                  |  |
|  | Bitterfeld-Wolfen | 3          |             | Bitterfeld-Wolfen | 0                |                  |  |
|  |                   |            |             | Bitterfeld-Wolfen | 0                |                  |  |
|  |                   |            | Netzhoppers | 2                 |                  |                  |  |
|  | Netzhoppers       | 3          | Netzhoppers | 2                 |                  |                  |  |
|  | Netzhoppers       | 3          |             |                   |                  |                  |  |
|  | Dachau            | 0          |             |                   | Finale 11º posto | Finale 11º posto |  |
|  | Dachau            | 0          |             |                   |                  |                  |  |
|  |                   |            |             |                   |                  |                  |  |
|  |                   |            |             |                   | Unterhaching     | 2                |  |
|  |                   |            |             |                   | Unterhaching     | 2                |  |
|  |                   |            |             |                   | Dachau           | 1                |  |

#### Semifinali
| 14 settembre 2024 Sport- und Mehrzweckhalle, Giesen Durata: 1h:16 - Spettatori: 15 | Unterhaching | 0 - 3 | Bitterfeld-Wolfen | 12-25, 20-25, 24-26 |
| 14 settembre 2024 Volksbank-Arena, Hildesheim Durata: 1h:13 - Spettatori: 355      | Netzhoppers  | 3 - 0 | Dachau            | 25-20, 25-18, 25-11 |

#### Finale 11º posto
| 15 settembre 2024 Sport- und Mehrzweckhalle, Giesen Durata: 1h:22 - Spettatori: 40 | Unterhaching | 2 - 1 | Dachau | 26-28, 25-23, 15-13 |

#### Finale 9º posto
| 15 settembre 2024 Sport- und Mehrzweckhalle, Giesen Durata: 1h:11 - Spettatori: 25 | Bitterfeld-Wolfen | 0 - 2 | Netzhoppers | 21-25, 24-26 |

## Classifica finale
| Pos                 | Squadra           |
| ------------------- | ----------------- |
| Germania (bandiera) | Charlottenburg    |
| 2                   | Friedrichshafen   |
| 3                   | Giesen            |
| 4                   | Lüneburg          |
| 5                   | Dürener           |
| 6                   | Herrsching        |
| 7                   | Karlsruhe         |
| 8                   | Freiburger        |
| 9                   | Netzhoppers       |
| 10                  | Bitterfeld-Wolfen |
| 11                  | Unterhaching      |
| 12                  | Dachau            |